# Ordrup
For byen i Odsherred, se Ordrup (Odsherred)
Ordrup er en nordlig bydel i Storkøbenhavn cirka 12 kilometer nord for Rådhuspladsen ved Charlottenlund i Gentofte Kommune. Kommunen har 75.033 indbyggere  (2024).

## Historie
Ordrup var i middelalderen en landsby nord for København. Den første skriftlige henvisning til byen er fra omkring 1170, hvor Esrum Kloster overdrog dele af byen, der da bestod af otte gårde, til biskop Absalon. Gårdene var ejet af kronen eller kirken. Kronens besiddelser og aktiviteter voksede med oprettelsen af lyst- og jagtslotte som Jægersborg og Charlottenlund og Jægersborg Dyrehave i 1669. Ordrup Jagtvej blev anlagt for at lette kongens jagtselskabers vej mellem Charlottenlund Slot og Dyrehaven.
I 1635 bestod Ordrup af otte gårde. Udsædens fordeling var 49 % rug, 46 % byg og 5 % havre.
I 1682 var der i Ordrup landsby foruden otte gårde, et hus med jord og seks huse uden jord. Det samlede dyrkede areal udgjorde da 262,8 tønder land skyldsat til 53,88 tønder hartkorn. Dyrkningsformen var trevangsbrug.
I 1765 kom Ordrups jorder under Bernstorff Slot, og i årene 1765-1767 gennemførte godsejer J. H. E. Bernstorff landboreformer, hvor gårdene blev solgt til bønderne til moderate priser, hoveriet afløstes af en pengeafgift, og de fælles jorder blev udskiftet. I 1789 ødelagde en brand den 6. september stort set hele byen. Udviklingen fra landsby til sammenhængende byområde begyndte i 1800-tallets sidste halvdel.
En vigtig lokal færdelsåre var gennem alle århundrederne Ordrupvej, der førte ud til Strandvejen og øresundskysten ved lystslottet Hvidøre.
Urbaniseringen og styrkelse af infrastrukturen med jernbane betød meget for Ordrups vækst og for alle dele af Gentofte Kommune. Eksempelvis tog udstykning fart i begyndelsen af 1900-tallet, og villakvartererne skød op. Ordrup Realskole blev oprettet i 1867, og den lille privatskole Friser Skole fra 1879 voksede hurtigt og skiftede i 1911 navn til Ordrup Gymnasium.
I andel havdel af 1800-tallet gennemgik Ordrup en rivende udvikling. Ved århundredeskiftet lød beskrivelsen således: "Ordrup med Kirke, Præstebolig, Kommuneskole, Latin- og Realskole (opr. 1873 som Internat, senere udvidet), privat Realskole, Asyl for Smaabørn (opr. 1860), Kronprins Frederiks og Kronprinsesse Louises Asyl (opr. 1894), katolsk Kirke, „St. Andreas Kirke“, med en Skole, „St. Andreas Kollegiet“, der omfatter Almueskole og Latin- og Realskole, Internat for Drenge og flere Samlinger, deribl. et Bibliotek paa 11,000 Bind, St. Josephs Rekonvalescenthjem (opr. 1890), Apotek, Hotel, Traverbane og Cyclebane og en stor Mængde Landsteder. Til Ordrup slutter sig Charlottenlund med Slot, midt i Skoven af samme Navn, opført 1733, Kronprinsens Sommerresidens, forst-botanisk Have, Station paa Klampenborgbanen, egen Post- og Telegrafstation, Telefonforbindelse med Kjøbenhavn, Traktørsteder og mange Landsteder." Byen var midt i sin udvikling.
Det var ikke mindst jernbanen, der for alvor satte gang i Ordrups udvikling. Da Klampenborgbanen blev anlagt i 1864, begyndte befolkningstilvæksten og bebyggelsen for alvor at tage fart, og allerede ved århundredeskiftet var den vidt fremskreden: Ordrup var i 1901 vokset til 6.636 indbyggere. I 1906 var indbyggertallet steget til 7.638, og i 1911 boede der 8.794 mennesker i byen. Allerede på dette tidspunkt var skellene mellem de forskellige byområder ved at forsvinde, og fra 1916 regnedes hele Gentofte Kommune som forstad til København.
Ordrup Kirke er opført i 1878, og i 1891 blev Ordrup Sogn skilt ud af Gentofte Sogn. Indbyggertallene i Ordrup Sogn var: 7.048 indbyggere i 1921, 7.315 i 1925, 8.088 i 1930, 10.690 i 1935, 13.634 i 1940, 15.428 i 1950, 15.333 i 1955, og 14.984 i 1960.

## Nutidens Ordrup
I dag er Ordrup vokset sammen med de omkringliggende bydele i Gentofte Kommune.

## Befolkning
Indbyggertal ifølge folketællingerne:
| År   | Indbyggere |
| ---- | ---------- |
| 1950 | 15.428     |
| 1955 | 15.333     |
| 1960 | 14.984     |
| 1965 | 14.383     |
| 1970 | 13.246     |
| 1976 | 12.009     |
| 1981 | 11.569     |